# جوليا لوبيز دي ألميدا
جوليا لوبيز دي ألميدا (بالإنجليزية: Júlia Lopes de Almeida)‏ (24 سبتمبر 1862، ريو دي جانيرو في البرازيل - 30 مايو 1934، ريو دي جانيرو في البرازيل)؛ كاتِبة وروائية برازيلية.